# Stephen James
Stephen James (...) è un effettista canadese, vincitore del Premio Oscar ai migliori effetti speciali per Dune - Parte due.

## Biografia
Stephen James ha iniziato a lavorare come effettista cinematografico nel 2006 con il film United 93 di Paul Greengrass. Successivamente, ha iniziato a lavorare a diversi progetti, come Harry Potter e l'Ordine della Fenice, Angeli e demoni, Benvenuti a Zombieland, L'ultimo dominatore dell'aria e The Twilight Saga: Breaking Dawn - Parte 1. Nel 2023 ha vinto il Premio Emmy ai migliori effetti speciali in una serie o film per The Last of Us, mentre nel 2025 è stato candidato al Premio Oscar ai migliori effetti speciali per Dune - Parte due di Denis Villeneuve.

## Filmografia

### Cinema
- United 93, regia di Paul Greengrass (2006)
- I figli degli uomini (Children of Men), regia di Alfonso Cuarón (2006)
- Vero come la finzione (Stranger than Fiction), regia di Marc Forster (2006)
- I segni del male (The Reaping), regia di Stephen Hopkins (2007)
- Harry Potter e l'Ordine della Fenice (Harry Potter and the Order of the Phoenix), regia di David Yates (2007)
- Prospettive di un delitto (Vantage Point), regia di Peter Travers (2008)
- 10.000 AC (10,000 BC), regia di Roland Emmerich (2008)
- Tropic Thunder, regia di Ben Stiller (2008)
- Angeli e demoni (Angels & Demons), regia di Ron Howard (2009)
- Benvenuti a Zombieland (Zombieland), regia di Ruben Fleischer (2009)
- Invictus - L'invincibile (Invictus), regia di Clint Eastwood (2009)
- L'ultimo dominatore dell'aria (The Last Airbender), regia di M. Night Shyamalan (2010)
- Salt, regia di Phillip Noyce (2010)
- Red, regia di Robert Schwentke (2010)
- Thor, regia di Kenneth Branagh (2011)
- The Twilight Saga: Breaking Dawn - Parte 1 (The Twilight Saga: Breaking Dawn - Part 1), regia di Bill Condon (2011)
- J. Edgar, regia di Clint Eastwood (2011)
- 40 carati (Man on a Ledge), regia di Asger Leth (2012)
- Il cacciatore di giganti (Jack the Giant Slayer), regia di Bryan Singer (2013)
- Iron Man 3, regia di Shane Black (2013)
- Elysium, regia di Neill Blomkamp (2013)
- Thor: The Dark World, regia di Alan Taylor (2013)
- Ender's Game, regia di Gavin Hood (2013)
- 300 - L'alba di un impero (300: Rise of an Empire), regia di Noam Murro (2014)
- Jupiter - Il destino dell'universo (Jupiter Ascending), regia di Lana e Lilly Wachowski (2015)
- Fast & Furious 7 (Furious 7), regia di James Wan (2015)
- Pixels, regia di Chris Columbus (2015)
- Heart of the Sea - Le origini di Moby Dick (In the Heart of the Sea), regia di Ron Howard (2015)
- Alice attraverso lo specchio (Alice Through the Looking Glass), regia di James Bobin (2016)
- Star Trek Beyond, regia di Justin Lin (2016)
- Fast & Furious 8 (The Fate of the Furious), regia di F. Gary Gray (2017)
- Blade Runner 2049, regia di Denis Villeneuve (2017)
- Deadpool 2, regia di David Leitch (2018)
- Fast & Furious - Hobbs & Shaw (Fast & Furious Presents: Hobbs & Shaw), regia di David Leitch (2019)
- Dune, regia di Denis Villeneuve (2021)
- Bullet Train, regia di David Leitch (2022)
- Dune - Parte due (Dune: Part Two), regia di Denis Villeneuve (2024)
- Furiosa: A Mad Max Saga, regia di George Miller (2024)

### Televisione
- RoundTable - serie TV, 9 episodi (2005)
- The Last of Us - serie TV, 9 episodi (2023)

## Riconoscimenti
- Premio Oscar
  - 2025 - Migliori effetti speciali per Dune - Parte due
- Premio Emmy
  - 2023 - Migliori effetti speciali in una serie o film per The Last of Us
- Premio BAFTA
  - 2025 - Migliori effetti speciali per Dune - Parte due
- Critics' Choice Awards
  - 2025 - Migliori effetti speciali per Dune - Parte due
- Saturn Award
  - 2025 - Migliori effetti speciali per Dune - Parte due